# Monti Lomonosov
I monti Lomonosov sono una catena montuosa dell'Antartide facente parte del più grande insieme montuoso chiamato Fimbulheimen, di cui costituisce l'estremità orientale. Situata nella Terra della Regina Maud e in particolare in corrispondenza della costa della Principessa Astrid, la formazione si snoda in direzione nord est-sud ovest per oltre 33 km a est dei monti Hoel.

## Storia
I monti Lomonosov sono state scoperti e fotografati durante la spedizione Nuova Svevia, 1938-39, comandata dal capitano tedesco Alfred Ritscher. In seguito, essi sono stati nuovamente esplorati dalla sesta spedizione antartica norvegese, 1956-60, e poi da una spedizione di ricerca sovietica nel 1960-61. Proprio quest'ultima ha poi così ribattezzato la formazione in onore dello scienziato sovietico Michail Vasil'evič Lomonosov.